# جاسترویی
جاسترویی (به لاتین: Jastrowie) یک شهر و گمینا در لهستان است که در گمینا یاستروویه واقع شده‌است. جاسترویی ۷۲٫۲۷ کیلومتر مربع مساحت و ۸٬۴۰۳ نفر جمعیت دارد.

## خواهرخوانده
شهرهای شتاینفلد (نیدرزاکسن) و بویهد خواهرخوانده‌های جاسترویی هستند.